# 舊皇族

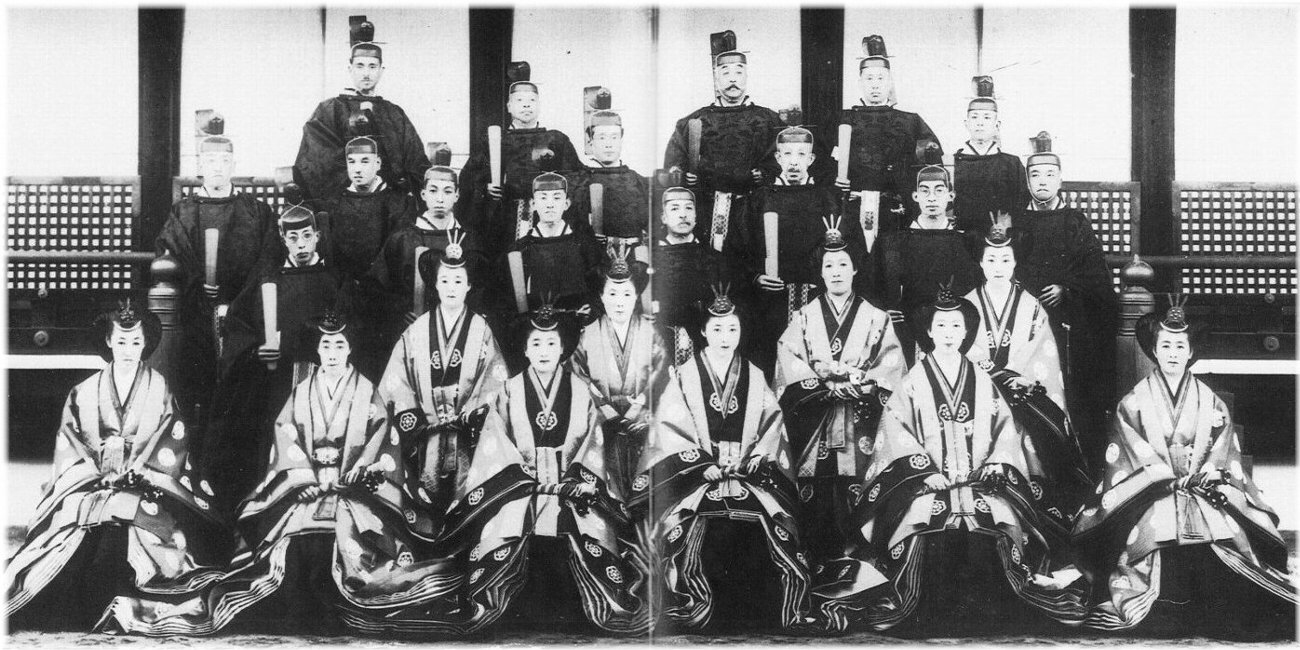
日本皇室與舊皇族成員合影

舊皇族（或稱舊宮家）是指日本皇室旁系、世襲親王家之一的伏見宮以及其庶系分支的成員，所有舊皇族成員皆為伏見宮邦家親王的男系後嗣。二戰之後，駐日盟軍總司令於1947年宣布11個舊皇族宮家臣籍降下，原舊皇族成員失去皇室身份成為平民。

## 歷史
伏見宮邦家親王（享和2年－明治5年，1802－1872）是伏見宮第20代當主，其除了正室鷹司景子之外另有九名女房（側室），17個兒子當中僅貞教親王、貞愛親王為正室所生並繼承伏見宮，與女房所生之子嗣中有八人另立宮家：山階宮、聖護院宮（1868年絕嗣）、久邇宮、小松宮（1903年絕嗣）、北白川宮、華頂宮（1883年絕嗣）、閑院宮、東伏見宮（1922年絕嗣）。邦家親王之弟梨本宮守脩親王去世時無嗣，因此以久邇宮朝彥親王之子守正王繼承梨本宮。另外，朝彥親王的三名兒子先後另立賀陽宮、朝香宮與東久邇宮，北白川宮能久親王的一名庶子亦另立竹田宮。1947年被宣布「臣籍降下」的舊皇族11宮家如下：
- 伏見宮，時任當主博明王
- 閑院宮，時任當主春仁王
- 山階宮，時任當主武彥王
- 北白川宮，時任當主道久王
- 梨本宮，時任當主守正王
- 久邇宮，時任當主朝融王
- 賀陽宮，時任當主恆憲王
- 東伏見宮，時任當主親王妃周子
- 朝香宮，時任當主鳩彥王
- 東久邇宮，時任當主稔彥王
- 竹田宮，時任當主恆德王

## 現今
閑院宮、北白川宮、梨本宮的男系血脈現已斷絕。山階宮末代當主武彦王1987年無嗣而終，但其弟藤麿王早年已臣籍降下另立筑波家，其子筑波常遍（1935－）在血緣順序方面是現今邦家親王最年長的庶系在世男性後裔，伏見宮博明王（1932－）則是現今最年長嫡系後裔。

### 皇籍恢復問題
在2006年秋篠宮悠仁親王出生之前，日本皇室長期面臨無男性繼承人的問題，有人提出讓舊皇族男性成員與皇室中的未婚女性成婚，或直接恢復舊皇族的皇籍以繼承皇位。

## 舊皇族譜系
- 伏見宮邦家親王
  - 山階宮晃親王
    - 山階宮菊麿王
      - 山階宮武彦王

  - 聖護院宮嘉言親王
  - 久邇宮朝彥親王
    - 賀陽宮邦憲王
      - 賀陽宮恆憲王

    - 久邇宮邦彦王
      - 久邇宮朝融王

    - 梨本宮守正王
    - 朝香宮鳩彦王
    - 東久邇宮稔彦王

  - 伏見宮貞教親王
  - 小松宮彰仁親王
  - 北白川宮能久親王
    - 竹田宮恆久王
      - 竹田宮恆德王

    - 北白川宮成久王
      - 北白川宮永久王
        - 北白川宮道久王

  - 華頂宮博經親王
    - 華頂宮博厚親王

  - 伏見宮貞愛親王
    - 伏見宮博恭王
      - 博義王
        - 伏見宮博明王

  - 閑院宮載仁親王
    - 閑院宮春仁王

  - 東伏見宮依仁親王

### 引用
1. ↑  . 竹田恒泰blog. 2006-02-01  [2023-12-05]. （原始内容存档于2016-10-30） （日语）.
2. ↑  . 新人物往来社. 2006-11: 179.
3. ↑  八幡和郎. . AGORA. 2019-05-01  [2023-12-06]. （原始内容存档于2023-06-01） （日语）.